# Taha Basry
Taha Basry (Caliubia, 2 de octubre de 1946-El Cairo, 2 de abril de 2014) fue un entrenador y jugador de fútbol egipcio que jugaba en la demarcación de centrocampista.

## Biografía
Hizo su debut como futbolista en 1968 con el Zamalek SC. No fue hasta siete años después cuando consiguió su primer título, la Copa de Egipto. Posteriormente ganó el título dos veces más y campeón de la Primera División de Egipto. Tras doce años en el club fichó por el Al-Arabi SC de Kuwait por una temporada, con el que ganó la Copa del Emir el año de su retiro como futbolista. El Zamalek SC le contrató de nuevo, pero como entrenador del primer equipo, ganando la Primera División de Egipto y la Liga de Campeones de la CAF. Después fue seleccionador de la selección de fútbol sub-17 de Egipto y entrenador del Ghazl El-Mehalla. En 2001 el ENPPI Club se hizo con sus servicios para las cuatro temporadas siguientes, con el que ganó la Copa de Egipto. También entrenó al Mokawloon al-Arab, Ismaily SC, Al-Ittihad Al-Iskandary, Itesalat, Annajma SC, Al-Masry y al Petrojet FC, último club al que entrenó, retirándose en 2012.
Falleció el 2 de abril de 2014 en El Cairo a los 67 años de edad.

## Clubes

### Como futbolista
| Club        | País   | Año         |
| ----------- | ------ | ----------- |
| Zamalek SC  | Egipto | 1968 - 1980 |
| Al-Arabi SC | Kuwait | 1980 - 1981 |

### Como entrenador
| Club                                 | País   | Año         |
| ------------------------------------ | ------ | ----------- |
| Zamalek SC                           | Egipto | 1984 - 1986 |
| Selección de fútbol sub-17 de Egipto | Egipto | 1987 - 1988 |
| Ghazl El-Mehalla                     | Egipto | ¿? - ¿?     |
| ENPPI Club                           | Egipto | 2001 - 2006 |
| Mokawloon al-Arab                    | Egipto | 2006 - 2007 |
| Ismaily SC                           | Egipto | 2007        |
| Al-Ittihad Al-Iskandary              | Egipto | 2008 - 2009 |
| Itesalat                             | Egipto | 2009 - 2010 |
| Annajma SC                           | Libia  | 2010 - 2011 |
| Al-Masry                             | Egipto | 2011        |
| Petrojet FC                          | Egipto | 2011 - 2012 |

## Palmarés

### Como futbolista

#### Campeonatos nacionales
| Título                     | Club        | País   | Año  |
| -------------------------- | ----------- | ------ | ---- |
| Primera División de Egipto | Zamalek SC  | Egipto | 1978 |
| Copa de Egipto             | Zamalek SC  | Egipto | 1975 |
| Copa de Egipto             | Zamalek SC  | Egipto | 1977 |
| Copa de Egipto             | Zamalek SC  | Egipto | 1979 |
| Copa del Emir              | Al-Arabi SC | Kuwait | 1981 |

### Como entrenador

#### Campeonatos nacionales
| Título                     | Club       | País   | Año  |
| -------------------------- | ---------- | ------ | ---- |
| Primera División de Egipto | Zamalek SC | Egipto | 1984 |
| Copa de Egipto             | ENPPI Club | Egipto | 2005 |

#### Campeonatos internacionales
| Título                      | Club       | País   | Año  |
| --------------------------- | ---------- | ------ | ---- |
| Liga de Campeones de la CAF | Zamalek SC | Egipto | 1984 |